# Mikaela Mässing
Mikaela Mässing (n. 13 martie 1994, în Mölndal) este o handbalistă din Suedia care evoluează pe postul de intermediar stânga pentru clubul danez København Håndbold și echipa națională a Suediei.

## Biografie
Mikaela Mässing și-a început cariera la Mölndals HF, iar în 2010 s-a transferat la Kärra HF. Din 2012, a jucat pentru BK Heid, iar în 2014 s-a transferat la H 65 Höör. Alături de H 65 Höör, a devenit campioană a Suediei în anul 2017. În 2018 a debutat în naționala de handbal feminin a Suediei, într-un meci cu Coreea de Sud. În decembrie 2018 a făcut parte din echipa Suediei prezentă la Campionatul European din 2018. După cinci sezoane petrecute la H 65 Höör, în 2019, Mässing a semnat cu echipa germană Thüringer HC. A participat, în 2019, la Campionatul Mondial din Japonia, unde Suedia a ocupat locul șapte. În 2020, după un sezon în Germania, Mikaela Mässing s-a transferat la CS Minaur Baia Mare, iar în 2021 s-a transferat la København Håndbold.

## Palmares
- Liga Campionilor:
  - Calificări: 2018

- Liga Europeană:
  -  Medalie de bronz: 2021

- Cupa EHF:
  - Sfertfinalistă: 2016, 2020
  - Optimi: 2015
  - Grupe: 2018
  - Turul 3: 2019

- Cupa Challenge:
  -  Finalistă: 2017

- Campionatul Suediei:
  -  Câștigătoare: 2017
  -  Medalie de argint: 2018

- Liga Națională: 
  -  Medalie de argint: 2021

## Performanțe individuale
- MVP-ul Ligii Suedeze de Handbal Feminin: 2019;[19]